# Protestas en Argelia de 1960
Las protestas en Argelia de 1960 fueron manifestaciones masivas y movimientos populares de desobediencia independentista y violentos disturbios que sacudieron el país de Argelia, durante la guerra de Argelia. Las protestas duraron un breve período de diez días después de la visita del presidente francés Charles de Gaulle. El levantamiento popular fue el mayor desafío político que los franceses habían enfrentado en Argelia desde el levantamiento de 1916. Los manifestantes marcharon durante 10 días en Argelia a pesar de las amenazas de represión y los ataques franceses contra manifestantes y civiles. Los manifestantes agitaron las manos y corearon consignas a favor de la libertad y la independencia en el epicentro de la revolución, Argel. Las manifestaciones y las reuniones fueron prohibidas como resultado de las revueltas. Los manifestantes fueron abatidos a tiros, se desplegaron tanques para sofocar los disturbios y el levantamiento dejó cientos de muertos. Las protestas se conocerían como el comienzo de la independencia de Argelia en 1962.